# Sainte-Marie, Pyrénées-Orientales
Sainte-Marie (în catalană Santa Maria la Mar) este o comună în departamentul Pyrénées-Orientales din sudul Franței. În 2009 avea o populație de 4.641 de locuitori.

## Evoluția populației

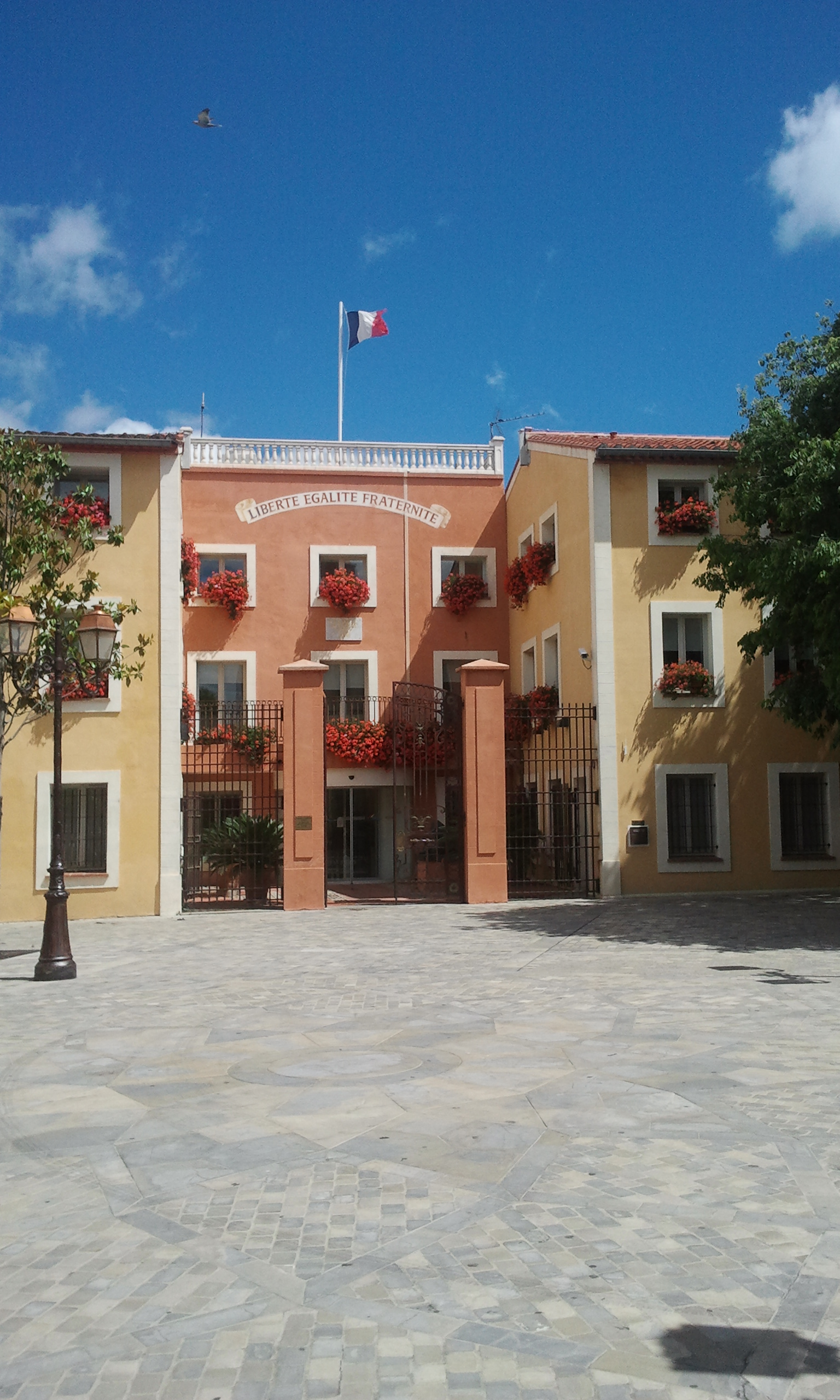
Primărie

| An        | 1975 | 1982  | 1990  | 1999  | 2006  | 2009  |
| --------- | ---- | ----- | ----- | ----- | ----- | ----- |
| Populație | 931  | 1.285 | 2.171 | 3.452 | 3.842 | 4.641 |